# Länsväg 158
Länsväg 158 Säröleden går mellan Kungsbacka och Göteborg (Järnbrottsmotet) via Särö, Kullavik, Billdal och Askim. Längd 24 km.
Den möter E6/E20 nära Kungsbacka. Vid Järnbrottsmotet möter den E6.20 Söderleden/Västerleden.
Väg 158 skyltas Särö söderut från Göteborg och senare Kungsbacka. Norrut skyltas den vid E6/E20 Särö och längre norrut Göteborg.

## Kommuner och län
Vägen passerar genom följande kommuner och län från norr till söder:
- Västra Götalands län
  - Göteborgs kommun
- Hallands län
  - Kungsbacka kommun

## Standard och historik
Sträckan mellan Kungsbacka och Järnbrottsmotet i Askim benämns Säröleden.
Vägen är utbyggd till motortrafikled (2+1-väg) sträckan mellan Särö och Brottkärr. Sträckan Hovås till Järnbrottsmotet är fyrfältig med trafikljuskorsningar. 
Efter Hovås och söderut kan man på vissa ställen se att skärningarna i berget är betydligt bredare än vad som behövs för vägen och tydligen sprängda för en 4-filig motorväg. 
Järnbrottsmotet är motorvägskorsning till formen (men skyltas inte som motorväg). Den är alltså fri från korsande trafik, förutom in/utfarten till motets handelsområde som är ljusreglerad. Den är av en ovanlig typ, i princip två trevägs motorvägskorsningar i varandra. 
Hastighetsbegränsningen är 70 km/h till ungefär där motortrafikleden börjar vid Hovås. 90 km/h på den mötesseparerade motortrafikleden och därifrån 80 km/h söderut till rondellen vid Vallda. Från Vallda till strax före trafikplatsen där E6/E20 ansluter är vägen skyltad 70 km/h. Därefter 60 km/h på den resterande sträckan in mot Kungsbacka centrum.
I mitten av 1970-talet byggdes Järnbrottsmotet i sin första, ej planskilda, version och vägen söderut ned till Askims kyrka rustades upp som en ersättning till den Gamla Särövägen uppe på Trollåsen. Den förlängdes sedan till Särö i ett första steg, och därefter ersattes den vindlande landsvägen genom Vallda socken med en ny väg ned till Vallda Kyrka. Upprustning till dagens standard har skett successivt från början av 1990-talet och framåt.
Före 1962 hette denna sträcka länshuvudväg 110.

## Alternativa vägar
Länsväg 158 är inte den snabbaste vägen att färdas mellan Göteborg (Järnbrottsmotet) och Kungsbacka. På denna sträcka rekommenderas istället Söderleden till Åbromotet och sedan E6/E20.

## Trafikplatser
|                                          | Nr | Namn                     | Skyltning                             |
| ---------------------------------------- | -- | ------------------------ | ------------------------------------- |
| Landsväg fyrfilig väg med mittremsa.     |    |                          |                                       |
|                                          |    | Järnbrottsmotet          | E6.20 Malmö Mölndal, Centrum Hisingen |
|                                          |    | trafikljus               | Askims torg                           |
|                                          |    | trafikljus               | Trollåsen                             |
| Motortrafikled från Hovåsmotet till Släp |    |                          |                                       |
|                                          |    | Hovåsmotet               | Hovås                                 |
|                                          |    | Brottkärrsmotet          | Brottkärr                             |
|                                          |    | Lindåsmotet              | Lindome, Billdal                      |
|                                          |    | Trafikplats Kullavik     | Kullavik                              |
|                                          |    | Trafikplats Särö         | Bukärr, Särö                          |
| Landsväg Släp - Kungsbacka               |    |                          |                                       |
|                                          |    | Trafikplats Kungsbacka C | Göteborg, Malmö                       |